# Gran Canyon (film)
Gran Canyon (Grand Canyonscope) è un film del 1954 diretto da Charles August Nichols. È un cortometraggio animato della serie Donald Duck, prodotto dalla Walt Disney Productions e uscito negli Stati Uniti il 23 dicembre 1954, distribuito dalla Buena Vista Distribution. Fu il primo cortometraggio Disney ad essere realizzato in cinemascope. A partire dagli anni novanta è più noto come Gita al Grand Canyon.

## Trama
Paperino partecipa a un'escursione guidata al Grand Canyon. Il papero si mostra molto curioso ed eccitato e viene costantemente rimproverato dalla severissima guida, impersonata dal ranger Ocarina. Durante la discesa dei turisti verso il fondo del canyon, in sella ad asini, tutto va bene finché Paperino non chiede alla guida di scattargli una foto. Il flash della macchina fotografica abbaglia l'asino di Paperino, che rischia più volte di precipitare. Paperino cade poi in un burrone, ma viene fortunatamente afferrato al volo dalla guida. Nel tentativo di ritrovare l'asino, i due finiscono per risvegliare Louie il puma, che insegue Paperino per tutto il Grand Canyon. Durante il rocambolesco inseguimento i due combinano parecchi disastri, distruggendo le formazioni rocciose e le meraviglie del posto. Dopo lo sfacelo, la guida costringe Paperino e il puma a rimediare a tutto ciò che hanno combinato; i due sono quindi costretti ad imbracciare delle pale e a scavare per riportare il canyon allo stato originario.

## Distribuzione

### Edizione italiana
Il film uscì in Italia nel cinema nel 1966, nel film di montaggio Paperino nel far west con il primo doppiaggio, curato da Roberto De Leonardis, eseguito dalla C.D.C. Negli anni '90 è stato ridoppiato dalla Royfilm per la trasmissione televisiva. Tuttavia su Disney+ è stato incluso il primo doppiaggio.

### Cinema
- Paperino nel far west (1966)[1][2]